# Diocesi di Derbe
La diocesi di Derbe (in latino Dioecesis Derbea) è una sede soppressa del patriarcato di Costantinopoli e una sede titolare della Chiesa cattolica.

## Storia
Derbe, identificata con la località di Devri Şehri nei pressi di Kerti Hüyük, 22 chilometri a nord di Karaman in Turchia, è un'antica sede episcopale della provincia romana della Licaonia nella diocesi civile di Asia. Faceva parte del patriarcato di Costantinopoli ed era suffraganea dell'arcidiocesi di Iconio.
Fu sede di un'antica comunità cristiana, attestata nel Nuovo Testamento, secondo il quale venne evangelizzata da san Paolo e da san Barnaba (Atti 14,6 e 14,20-21), e successivamente visitata altre volte dall'Apostolo (Atti 16,1).
La diocesi è documentata nelle Notitiae Episcopatuum del patriarcato di Costantinopoli fino al IX secolo.
Diversi sono i vescovi noti di questa antica sede episcopale. Dafno prese parte al concilio di Costantinopoli del 381. Tommaso figura tra i vescovi del concilio di Efeso del 431. Paolo partecipò al concilio di Calcedonia nel 451. Due epitaffi, scoperti nei pressi di Devri Şehri, che hanno permesso di identificare con certezza il luogo dell'antica Derbe, hanno restituito i nomi dei vescovi Michele e Callipodio, vissuti tra V e VI secolo. Cirico fu tra i padri del concilio in Trullo nel 692.
Dal XVIII secolo Derbe è annoverata tra le sedi vescovili titolari della Chiesa cattolica; la sede è vacante dal 13 novembre 1971. Il suo ultimo titolare è stato Raymond Peter Hillinger, vescovo ausiliare di Chicago.

## Cronotassi

### Vescovi greci
- Dafno † (menzionato nel 381)
- Tommaso † (menzionato nel 431)
- Paolo † (menzionato nel 451)
- Michele † (circa V/VI secolo)
- Callipodio † (circa V/VI secolo)
- Cirico † (menzionato nel 692)[11]

### Vescovi titolari
- Onofrio Costantini † (1665 - 20 marzo 1717 deceduto)
- Stephan von Cloth, O.S.B. † (20 gennaio 1727 - 5 settembre 1727 deceduto)
- Franz Egon von Fürstenberg † (24 luglio 1786 - 6 gennaio 1789 nominato vescovo di Hildesheim)
- Franz von Raigesfeld, S.I. † (1º giugno 1795 - 16 luglio 1800 deceduto)
- Karl Kajetan von Gaisruck † (20 luglio 1801 - 16 marzo 1818 nominato arcivescovo di Milano)
- Michelangelo Buono † (27 settembre 1819 - ?)
- Anastasius Hartmann, O.F.M.Cap. † (30 settembre 1845 - 24 aprile 1866 deceduto)
- Giovanni Cirino † (22 novembre 1869 - 8 novembre 1884 nominato arcivescovo titolare di Ancira)
- Vicente Alda y Sancho † (7 giugno 1886 - 1º giugno 1888 nominato vescovo di Huesca)
- Pietro Podaliri † (23 giugno 1890 - 10 novembre 1910 deceduto)
- Angelo Bartolomasi † (24 novembre 1910 - 15 dicembre 1919 nominato vescovo di Trieste e  Capodistria)
- Maximino Ruiz y Flores † (8 marzo 1920 - 11 maggio 1949 deceduto)
- João de Souza Lima † (14 maggio 1949 - 6 febbraio 1955 nominato vescovo di Nazaré)
- Raymond Peter Hillinger † (27 giugno 1956 - 13 novembre 1971 deceduto)